# Pepsodent

Logo marki

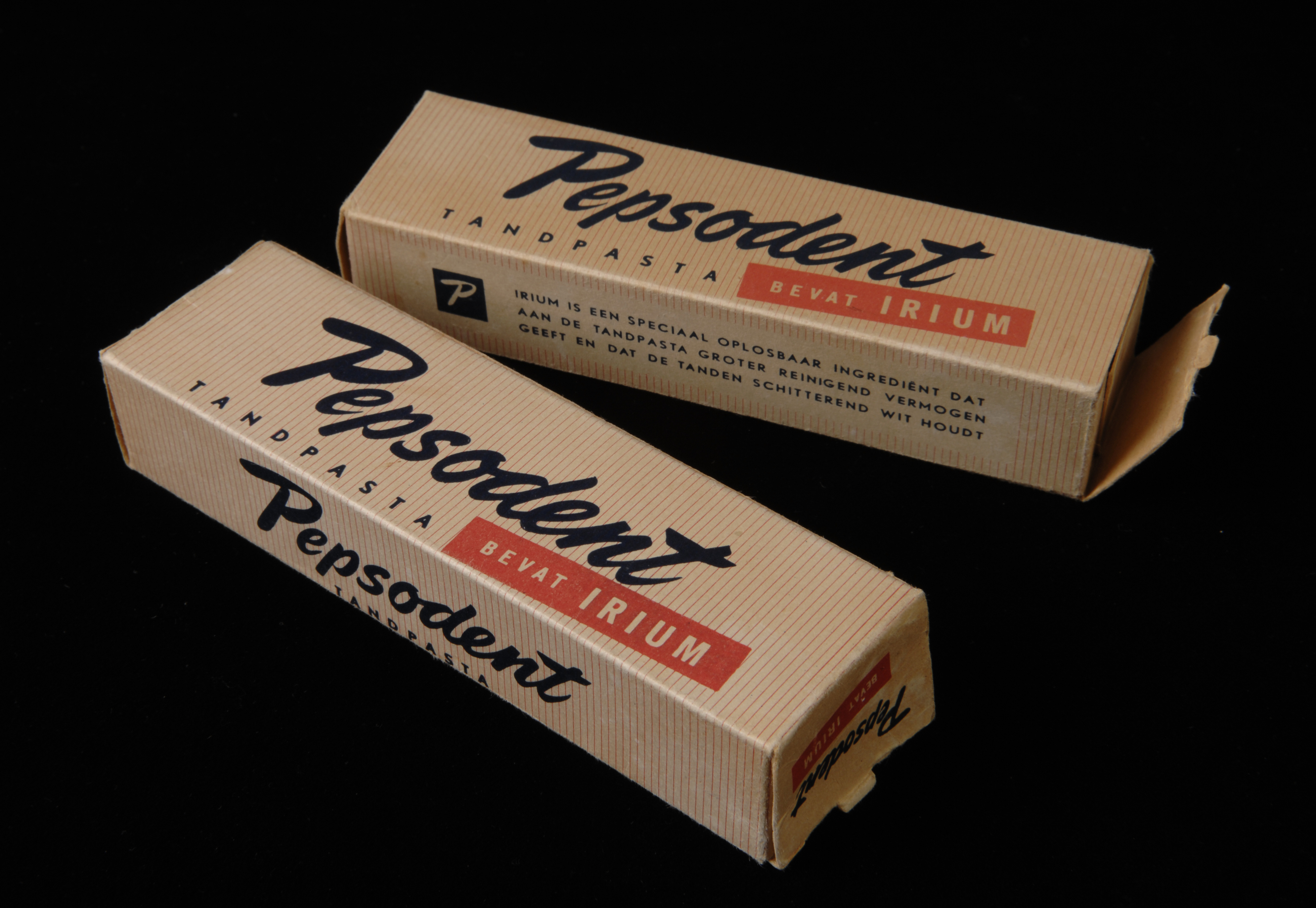
Opakowanie pasty do zębów Pepsodent z 1956 roku

Pepsodent – marka pasty do zębów stworzona w 1915 roku w Stanach Zjednoczonych, przez kilkadziesiąt lat zajmująca dominującą pozycję na tamtejszym rynku. Właścicielem marki na terenie Stanów Zjednoczonych i Kanady jest przedsiębiorstwo Church & Dwight, a w pozostałych częściach świata – koncern Unilever.
W 1915 roku William M. Ruthrauff, z zawodu sprzedawca podręczników, a wcześniej nauczyciel, uzyskał patent na opracowaną przez siebie pastę do zębów o aromacie mięty pieprzowej. Jej rzekomą właściwością była zdolność do rozpuszczania płytki nazębnej. W tym samym roku założył on spółkę Pepsodent Company, której nazwa nawiązywała do pepsyny, będącej jednym ze składników preparatu. Rok później Ruthrauff sprzedał firmę oraz prawa do patentu za 250 tys. dolarów inwestorowi z Chicago, Douglasowi Smithowi. Po transakcji siedziba przedsiębiorstwa została przeniesiona z Cimarron, w stanie Nowy Meksyk do Chicago, gdzie również ulokowano zakład produkcyjny. Za sprawą wysoce skutecznej kampanii marketingowej, w którą zaangażowani byli Albert Lasker i Claude C. Hopkins z agencji reklamowej Lord & Thomas, w ciągu kilku lat Pepsodent stał się najlepiej sprzedającą marką pasty do zębów w Stanach Zjednoczonych; pozycję tę utrzymywał do lat 40. XX wieku. Istotnym elementem strategii reklamowej był sponsoring popularnych audycji radiowych na antenie NBC: serialu komediowego Amos ’n’ Andy (1929–1938) oraz prowadzonego przez Boba Hope’a programu komediowego The Pepsodent Show (1938–1948). Kampanie reklamowe Pepsodentu miały znaczny wpływ na popularyzację szczotkowania zębów w społeczeństwie amerykańskim.
Pod koniec lat 20. XX wieku produkty marki Pepsodent sprzedawane były w 62 krajach. Poza Stanami Zjednoczonymi produkcję prowadzono w Kanadzie, Meksyku, Francji, Niemczech, Argentynie, Australii i Nowej Zelandii. W latach 30. markę Pepsodent zaczęto wykorzystywać do gamy produktów obejmującej także szczoteczki do zębów, płyn do płukania jamy ustnej oraz proszek do zębów.
W 1944 roku przedsiębiorstwo Pepsodent Company zostało wykupione przez spółkę Lever Brothers, wchodzącą w skład koncernu Unilever. W latach 50. marka spadła na drugą pozycję pod względem wielkości sprzedaży na rynku amerykańskim, pod koniec lat 60. znajdowała się poza pierwszą piątką. Jednym z czynników było stosunkowo późne, względem konkurentów, wprowadzenie do sprzedaży pasty z dodatkiem fluoru (1962), a te cieszyły się dużym zainteresowaniem konsumentów. Niekorzystne było też uzyskanie w 1960 roku, po raz pierwszy w historii, aprobaty Amerykańskiego Towarzystwa Stomatologicznego przez produkt konkurencyjnej marki Crest (Procter & Gamble). Na początku lat 90. XX wieku udział marki w rynku amerykańskim wynosił 1,7%. W 2003 roku Unilever sprzedał prawa do marki Pepsodent na terenie Stanów Zjednoczonych i Kanady spółce Church & Dwight. Unilever prowadzi sprzedaż pasty do zębów pod marką Pepsodent m.in. w Indiach, Indonezji, Nigerii, Afryce Południowej, Argentynie i Chile.